# II. Vilmos szicíliai király
II. (Jóságos) Vilmos (olaszul: Guglielmo il Buono; 1155. – Palermo, 1189. november 11.) szicíliai király, a normann Szicíliai Királyság harmadik uralkodója. Habár – elődeivel ellentétben – nem volt hadvezéri tehetsége és uralkodása alatt ritkán hagyta el palotáját is, mégis uralkodása alatt folytatta a Szicíliai Királyság a legaktívabb külpolitikát. Vilmos az utókortól a jó melléknevet kapta és két évszázaddal később is, Dante Alighieri Isteni színjátékában a mennybe helyezte alakját.

## Élete, uralkodása
Vilmos 11 évesen örökölte az apja halála után megürült szicíliai trónt, fiatal kora miatt azonban anyja, Navarrai Margit uralkodott helyette régensként. A fiatal uralkodót 1171-ben nagykorúsították.
Vilmos uralkodását a Szicíliai Királyság külpolitikai pozíciójának a megerősítése motiválta. 1174-ben illetve 1175-ben szövetséget kötött Genovával és Velencével, majd 1177-ben feleségül vette II. Henrik angol király lányát, Johannát. Ugyancsak 1177-ben az ő közvetítésével kötötték meg a lombardiai városok és I. Frigyes német-római császár a velencei békeszerződést, mely a két fél közti ellenségeskedést zárta le huzamosabb időre. A béke biztosítása érdekében nagynénjét, Konstanciát Frigyes fiához, a későbbi VI. Henrik német-római császárhoz adta feleségül.
1174-ben egy katonai expedíciót indított Észak-Afrika elhódítására az Ajjúbidáktól, de az Alexandria ellen küldött normann sereget Szaladin egyiptomi szultán visszavonulásra kényszerítette. Később, I. Manuél bizánci császár 1180-ban bekövetkezett halálát kihasználva megtámadta a belső válságba süllyedt Bizánci Birodalmat is. A normann csapatok 1185-ben elfoglalták Dürrakhiont, majd Szalonikit, mialatt a normann flotta a földközi-tengeri szigeteket szállta meg. A Konstantinápoly ellen vonuló normannokra azonban II. Iszaakiosz bizánci császár Szidirokasztro mellett súlyos vereséget mért. 1189-ben Vilmos kénytelen volt békét kötni a bizánci császárral, lemondva az összes háború alatti hódításáról.
A Bizánccal vívott háború alatt került sor (1187-ben) Jeruzsálem muszlimok általi elfoglalására. A város elestének hírére Vilmos azonnal hajóhadat indított a Szentföldre, megakadályozva, hogy Szaladin szultán elfoglalja Türoszt és Tripolit. A későbbiekben Vilmos vezető szerepet játszott a harmadik keresztes hadjárat megszervezésében, sőt maga is részt akart venni benne, de ebben 1189-ben bekövetkezett halála megakadályozta. Halála után a trónon unokaöccse, Tankréd követte.